# Operazione Hardgate
L'operazione Hardgate è il nome in codice con cui si definisce un'azione congiunta tra statunitensi e britannici durante la seconda guerra mondiale.
Quando ci fu lo sbarco in Sicilia, il 10 luglio 1943, fra britannici ci fu una divisione netta di compiti (dovevano conquistare Siracusa, Catania e arrivare a Messina per accerchiare il nemico), mentre gli statunitensi dovevano conquistare Palermo. Mentre i britannici venivano bloccati alle porte di Catania, gli statunitensi arrivarono a Palermo già il 23 luglio e stavano per ritornare verso Messina. Gli italo-tedeschi crearono due linee difensive: la main line e la "linea Etna". Si decise di coordinare l'attacco tra i due eserciti alleati per sfondare la linea Etna e conquistare le maggiori roccaforti Adrano e Randazzo.